# Kalle Ankas Pocket 10: Kalle Anka vågar livet
Kalle Anka vågar livet är Kalle Ankas Pocket nummer 10 och publicerades i mars 1972.
Pocketen är utgiven av Hemmets Journals förlag och översatt av Ingrid Emond.

## Innehåll
- Joakims fantomobil
- Ett litet förspel

### Farbror Joakim jagar önskeblomman
Ludvig von Anka berättar för Joakim att det i ett litet rike i Större Asien växer önskeblommor av vars blad man kan tillreda en sallad och sedan önska sig vad som helst vilket sedan omedelbart uppfylls. Björnligan åker dit i förväg, köper värdelös mark i öknen där de planterar maskrosor och när Kalle kommer dit kan de sälja marken dyrt.

### Kalle Anka som ordningsman
Ludvig von Anka har startat en aftonskola för skolbarnens föräldrar eftersom de lär sina barn fel. Men förutom Kalle är det bara tre förklädda björnbusar som vill delta i undervisningen. Joakim leder själv den första lektionen i praktisk geologi där eleverna får gräva efter en nedgrävd kista med guld.

### Farbror Joakim och dagens horoskop
När Joakim var ung hittade han också en massa oljekällor utan att förstå hur värdefulla de en dag skulle bli. Nu har oljekrisen drabbat Ankeborg och Joakim hittar en karta i sitt bibliotek med dessa oljekällor utmärkta. Björnligan stjäl kartan men när Joakim till slut får tillbaka den kan han bara konstatera att där oljekällorna en gång fanns ligger redan hans egna uttorkade oljeborrtorn.

### Kalle Anka och lögndetektorn
Joakim har köpt en lögndetektor och efter att ha prövat den på alla direktörer i sina bolag har han gett allihopa sparken. Björnligan har en liten apparat som får den att sluta fungera och när två björnbusar söker anställning klarar de lögndetektorn utan problem.

### Farbror Joakim och det underbara malmedlet
Joakim hittar en mal i kassavalvet som äter sedlar. I en gammal bok i sitt bibliotek hittar han dock att något som kallas det svarta guldet är rätta motmedlet. Kalle och Knattarna skickas iväg till en tropisk ö. När de efter många äventyr kan återvända hem visar det sig att detta svarta guld är asfalt som man lätt kan göra naftalen av och som säljs i vilken affär som helst.

### Kalle Anka och de gröna infödingarna
I sitt bibliotek hittar Joakim lagfarten till ön Schunki i Stilla havet där det finns gott om både guld och silver. Kalle skickas dit för att undersöka. Men Björnligan vill köpa ön av Joakim och åker i förväg för att skrämma bort Kalle från ön.

### Kalle Anka och de sällsynta metallerna
Ludvig von Anka berättar för Joakim att i öknen utanför Ankeborg finns massor av värdefulla metaller. Dessa värdefulla metaller kommer att ägas av den som först gör anspråk på marken. Björnligan får höra detta och åker också ut i öknen för att muta in platser som är värdefulla.

## Tabell
| Serie nummer | Namn                                       | Ritad av              | Manus                 | Originaltitel                              | Kommentar     |
| ------------ | ------------------------------------------ | --------------------- | --------------------- | ------------------------------------------ | ------------- |
| 1            | Joakims fantomobil                         | Carl Barks            | ?                     | Long Distance Collision                    |               |
| 2            | Ett litet förspel                          | Giuseppe Perego       | Gian Giacomo Dalmasso | Prologo a "Paperi & paperi"                | ramberättelse |
| 3            | Kalle Anka jagar önskeblommor              | Giovan Battista Carpi | Guido Martina         | Mago Merlino presenta: Paperino e la "850" |               |
| 4            | Kalle Anka som ordningsman                 | Luciano Gatto         | ?                     | Paperino e la scuola per adulti            |               |
| 5            | Farbror Joakim och dagens horoskop         | Luciano Gatto         | Guido Martina         | Zio Paperone e la ridda degli oroscopi     |               |
| 6            | Kalle Anka och lögndetektorn               | Giulio Chierchini     | ?                     | Paperino e la macchina della verità        |               |
| 7            | Farbror Joakim och det underbara malmedlet | Romano Scarpa         | Rodolfo Cimino        | Zio Paperone e l'aurum nigrum              |               |
| 8            | Kalle Anka och de gröna infödingarna       | Luciano Bottaro       | Luciano Bottaro       | Paperino e i selvaggi verdi                |               |
| 9            | Kalle Anka och de sällsynta metallerna     | Giovan Battista Carpi | Osvaldo Pavese        | Paperino e l'affare delle terre rare       |               |